# Traité du Goulet
Pour les articles homonymes, voir Goulet.
Le traité du Goulet est un traité de paix entre la France et l’Angleterre conclu, selon le chroniqueur Rigord, le jeudi 18 mai 1200, à Gueuleton, (Guletun en 1199) près de Vernon, juste à hauteur des forts de l'île aux Bœufs,.

## Conditions du traité
Le roi d'Angleterre, dit Jean sans Terre, reconnaît la suzeraineté du roi de France, Philippe Auguste, sur les possessions continentales des Plantagenêt (Normandie, Anjou et Aquitaine) et doit lui verser 20 000 marcs de relief.
Philippe Auguste reconnait Jean comme le successeur légitime de Richard Cœur de Lion, et peut conserver ses conquêtes les plus récentes : le Vexin normand sauf Château Gaillard, et le comté d'Évreux.
Le roi d'Angleterre cède ses fiefs du Berry (Bourges, Issoudun et Graçay) au prince Louis, fils du roi Philippe Auguste, pour la dot de Blanche de Castille, fille du roi de Castille Alphonse VIII, petite-fille d'Henri II d'Angleterre et d'Aliénor d'Aquitaine et nièce de Jean d'Angleterre. Toujours selon Rigord, le lundi suivant l'Ascension, soit le 22 mai 1200, le prince Louis épouse Blanche de Castille. En contrepartie, le roi Philippe Auguste renonce à tout droit sur la Bretagne et le jeune Arthur doit prêter hommage au roi Jean.

## Suites
Les instruments juridiques authentiques ont fait l'objet de copies des deux côtés de la Manche. Ces copies examinées par Charles Petit-Dutaillis lui font dire en 1941 (op. cit.) que les copistes successifs se sont montrés susceptibles au point que les variantes frisent la falsification, spécialement de la clause du serment.